# Szwadron Kawalerii KOP „Olkieniki”
Szwadron Kawalerii KOP „Olkieniki” – pododdział kawalerii Korpusu Ochrony Pogranicza.

## Formowanie i zmiany organizacyjne
Na posiedzeniu Politycznego Komitetu Rady Ministrów, w dniach 21-22 sierpnia 1924, zapadła decyzja powołania Korpusu Wojskowej Straży Granicznej. 12 września 1924 Ministerstwo Spraw Wojskowych wydało rozkaz wykonawczy w sprawie utworzenia Korpusu Ochrony Pogranicza, a 17 września instrukcję określającą jego strukturę. W 1925 został sformowany 19 szwadron kawalerii. 25 marca 1925 dowódca 23 puł ppłk Aleksander Zielo z upoważnienia dowódcy OK III przekazał sformowany przez siebie szwadron dowódcy szwadronu występującego w imieniu Ministerstwa Spraw Wewnętrznych. Przekazaniu podlegało 3 oficerów, 2 podoficerów zawodowych, 4 kapitulantów (nadterminowych), 1 podoficer niezawodowy, 66 szeregowców. Do etatu brakowało 10 żołnierzy . W marcu 1926 szwadron został podporządkowany dowódcy 6 Brygady Ochrony Pogranicza. Stany szwadronu były zbliżone do stanów szwadronów formowanych w 1924. W skład szwadronu wchodzić miały cztery plutony liniowe i drużyna dowódcy szwadronu. Jednostką formującą był 23 pułk ułanów . Z dniem 7 kwietnia 1925 na stanowisko dowódcy szwadronu został przeniesiony rotmistrz 3 pułku szwoleżerów Stanisław Hejnich.
W marcu 1926 szwadron przegrupowano na pogranicze polsko-łotewskie i użyto do bezpośredniej ochrony granicy. Szwadron był podstawową jednostką taktyczną kawalerii KOP. Zadaniem szwadronu było prowadzenie działań pościgowych, patrolowanie terenu, w dzień i w nocy, na odległości nie mniejsze niż 30 km, a także utrzymywanie łączności między odwodami kompanijnymi, strażnicami i sąsiednimi oddziałami oraz eskortowanie i organizowanie posterunków pocztowych. Wymienione zadania szwadron realizował zarówno w strefie nadgranicznej, będącej strefą ścisłych działań KOP, jak również w pasie ochronnym sięgającym około 30 km w głąb kraju. Szwadron był też jednostką organizacyjną, wyszkoleniową, macierzystą i pododdziałem gospodarczym .
W lipcu 1929 zreorganizowano kawalerię KOP. Zorganizowano dwie grupy kawalerii. Podział na grupy uwarunkowany był potrzebami szkoleniowymi i zadaniami kawalerii KOP w planie „Wschód”. Szwadron wszedł w skład grupy północnej. Przyjęto też zasadę, że szwadrony przyjmą nazwę miejscowości będącej miejscem ich stacjonowania. Obok nazwy geograficznej, do 1931 stosowano również numer szwadronu.
W 1934(?)1932 dokonano kolejnego podziału szwadronów. Tym razem na trzy grupy inspekcyjne. Szwadron wszedł w skład grupy północnej. Jednostką administracyjną dla szwadronu był batalion KOP „Orany”.
W 1938 nastąpiła reorganizacja podporządkowania i struktur kawalerii KOP. Szwadrony zakwalifikowano do odpowiednich typów jednostek w zależności od miejsca stacjonowania. Szwadron zakwalifikowano do grupy I. Organizacja szwadronu kawalerii na dzień 20 listopada 1938 przedstawiała się następująco: dowódca szwadronu, szef szwadronu, drużyna ckm, drużyna gospodarcza, patrol telefoniczny i dwa plutony liniowe po cztery sekcje, w tym sekcję rkm . Liczył 2 oficerów, 1 chorążego, 8 podoficerów zawodowych, 2 podoficerów nadterminowych i 72 ułanów. Na uzbrojeniu posiadał 2 ckm, 2 rkm, 73 karabinki, 76 szabel. Posiadał też 83 konie wierzchowe. Szwadron wchodził w skład Brygady KOP „Grodno”.
Rozwijany w mobilizacji alarmowej od 23 sierpnia 1939 szwadron wszedł w skład 33 Dywizji Piechoty jako jej kawaleria dywizyjna.

## Żołnierze szwadronu
Dowódcy szwadronu
- rtm. Stanisław Hejnich[26] (7 IV 1925 – 31 VII 1930[27][28] )
- rtm. Stanisław Bohdan Rusiecki (1930[29] – 1937[28] )
- rtm. Stanisław Marian Kowalewski[e] z 22 p.uł. (27 IV 1937[28]  – 1939[25][31])

Obsada personalna szwadronu kawalerii dywizyjnej nr 44
- dowódca szwadronu – rtm. Stanisław Marian Kowalewski †1940 Charków[32]
- zastępca dowódcy szwadronu – por. Jarosław Suchorski z 2 psk (niemiecka niewola[33], VM[34])
- dowódca I plutonu – por. rez. Witold Niczyperowicz z 9 szwadronu pionierów †1940 Charków[35]
- dowódca II plutonu – ppor. rez. Henryk Morman z 23 puł. (niemiecka niewola[33])
- dowódca III plutonu – ppor. rez. Ildefons Houwalt z 23 puł.